# Île d'Oléron

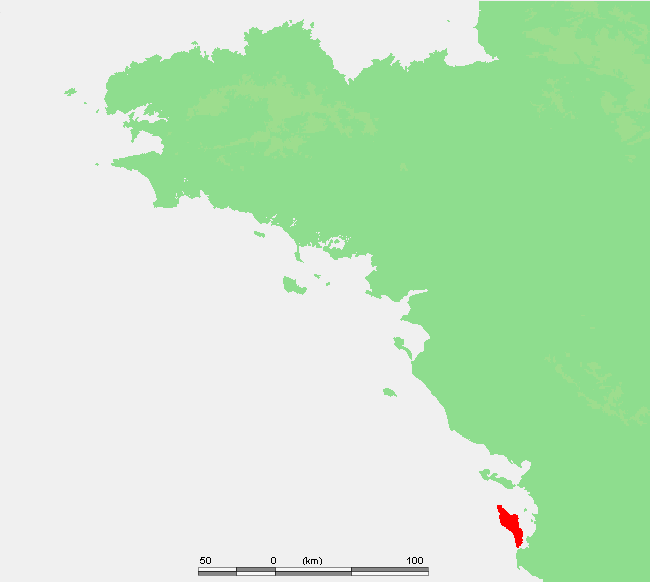
Lägeskarta.

Île d’Oléron eller bara Oléron är en ö belägen strax utanför kusten i Charente-Maritime i Frankrike. Det är den största ön längs franska atlantkusten, och den näst största i Frankrike efter Korsika.
Ön är sedan 1966 ansluten till fastlandet via en stor vägbro vilket har gjort att den blivit en stor semesterort.

## Geografi

### Yta
Oléron är 30 kilometer lång och 15 kilometer bredd med en yta på 174 km². Det är den andra ön i Frankrike efter Korsika med avseende på befolkning.
Île d'Oléron är den största ön längs franska atlantkusten, före Île de Ré (85 km²), Belle-Île-en-Mer (84 km²), Île de Noirmoutier (49 km²) och L'Île-d'Yeu (23 km²), som är de fem största öarna i västra Frankrike.

### Geografisk beskrivning

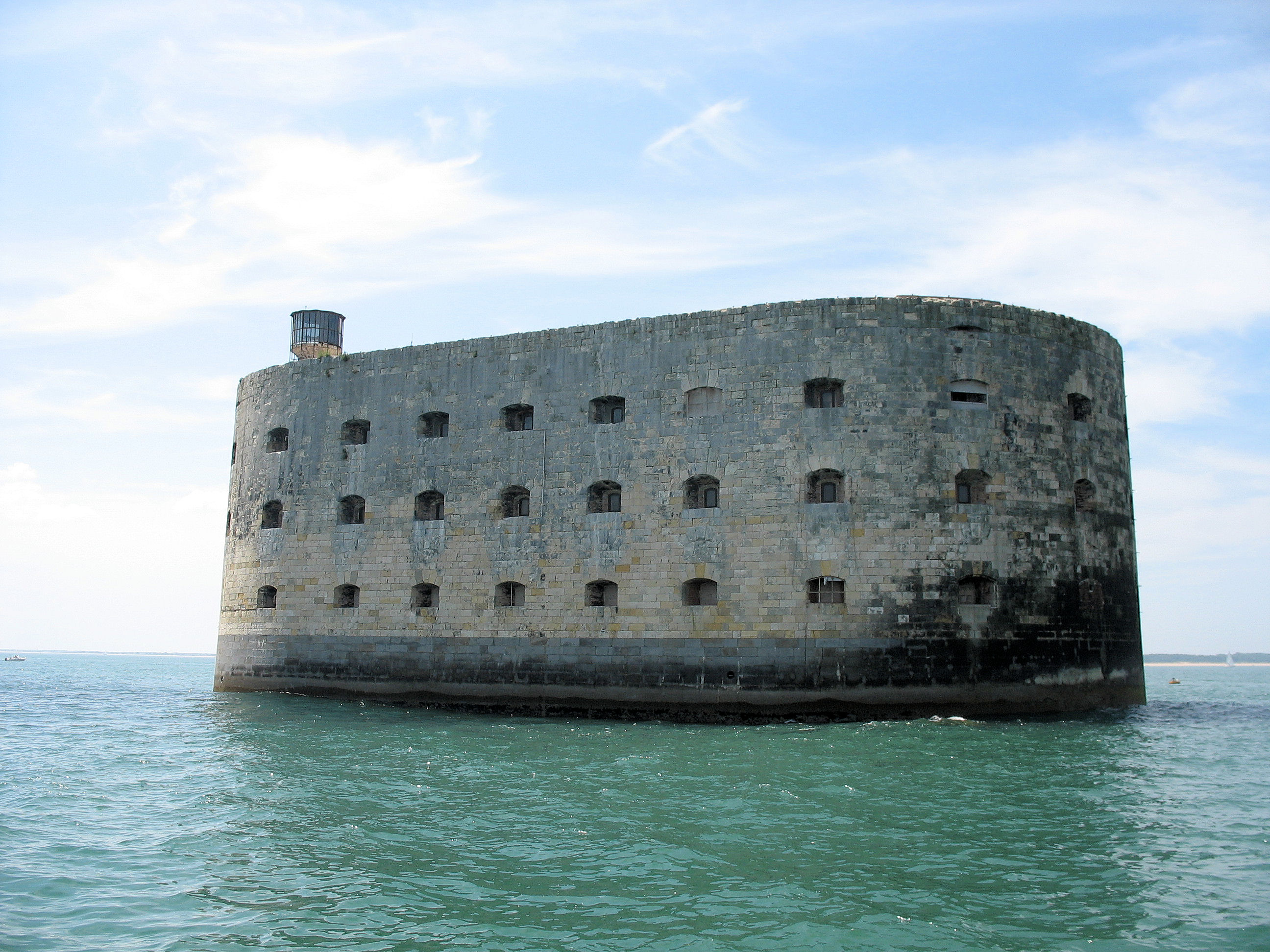
Fort Boyard vid östra sidan av Île d'Oléron.

Den norra kusten är hög med sandstensklippor, och består mest av klippor, medan den östliga kusten är mer grund med viktig ostronodling. 
Norr om Oléron ligger Chassirons fyr med ett 55 meter högt fyrtorn. Fyren har cirka 120 000 besökare varje år.
Nordöst om Oléron ligger Fort Boyard, ett berömt fort mellan Île d'Aix och Île d'Oléron i sundet Pertuis d'Antioche.
Kusten är en blandning av farliga sandklippor på sydvästsidan, Côte Sauvage ("den vilda kusten"), och stora stränder på nordöstsidan. Den största stranden ligger på västra sidan, och det finns gott om möjligheter att segla och vindsurfa på ön. Den genomsnittliga höjden över havet är 34 meter.

### Klimat
Ön har ett behagligt klimat med varma somrar och milda vintrar, och mindre regn och mildare vintrar än fastlandet. Ön är den soligaste platsen på Frankrikes västkust. Med över 2 000 soltimmar per år är ön populär under sommarmånaderna. Vintern kan vara bistrare, med begränsat skydd från Atlanten.
Det finns skogar på ön; den största ligger på öns sydsida och heter Forêt de Saint-Trojan. Det är framför allt en tallskog på omkring 2 000 hektar.

## Befolkning
Oléron har nästan 22 000 invånare (2007) och är tätbefolkad, med mer 120 inv/km².

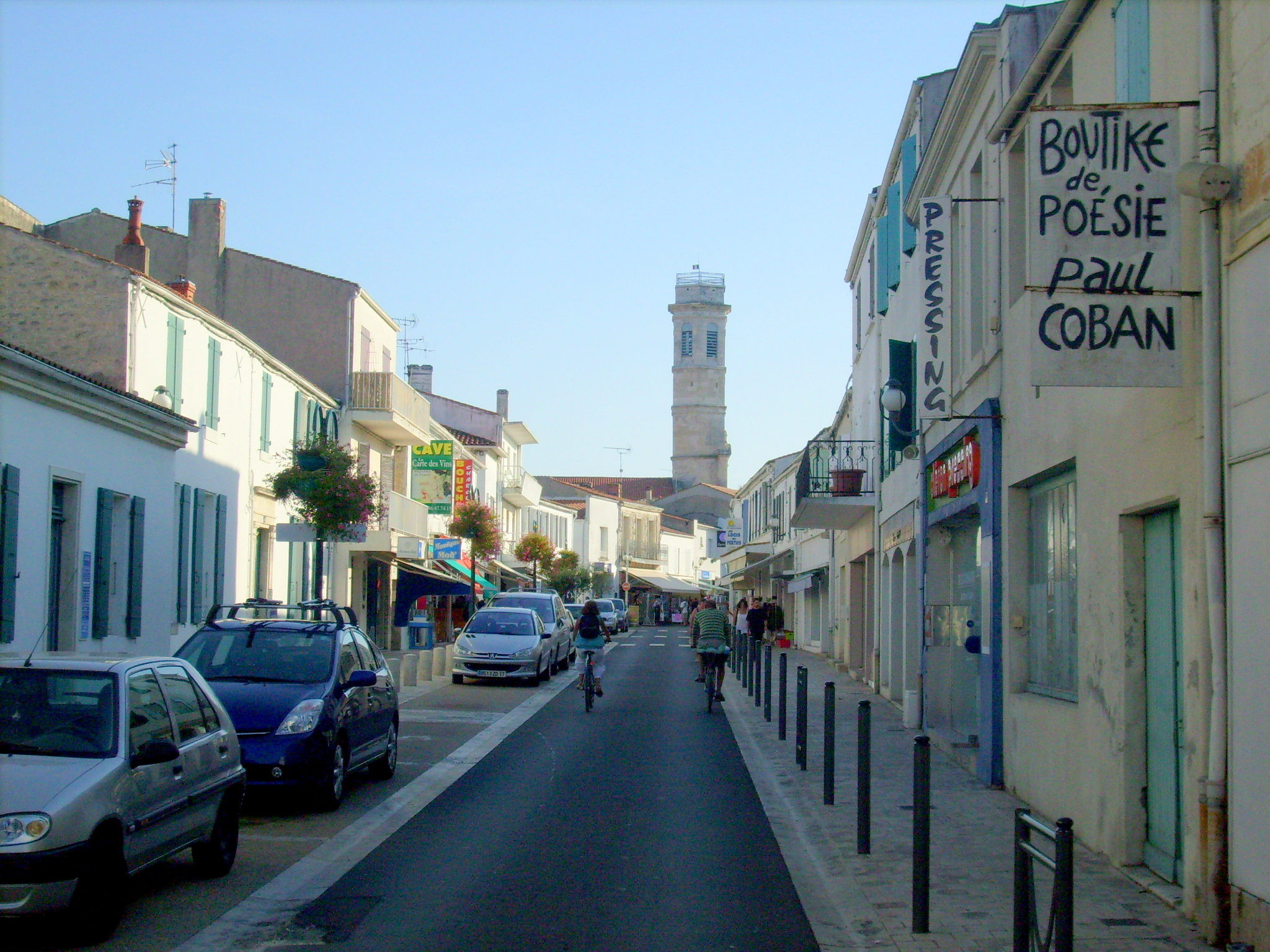
Den gamla stadskärnan i Saint-Pierre-d'Oléron

Det finns många byar på Oléron. Huvudorten heter Saint-Pierre-d’Oléron och ligger mitt på Île d’Oléron. Den är en viktig handelsplats med flera köpcentrum och många butiker och affärer. Den är den elfte största staden i Charente-Maritime, med omkring 6 200 invånare, men den historiskt viktigaste staden på ön är Le Château-d'Oléron.
Administrativt utgör ön två kantoner som är indelade i åtta kommuner: 
- La Brée-les-Bains
- Le Château-d'Oléron
- Dolus-d'Oléron
- Le Grand-Village-Plage
- Saint-Denis-d'Oléron
- Saint-Georges-d'Oléron
- Saint-Pierre-d'Oléron
- Saint-Trojan-les-Bains

## Näringsliv
De fyra huvudsakliga näringarna på Oléron är turism, ostronodling, fiske och vinodling.

## De fyra hamnarna

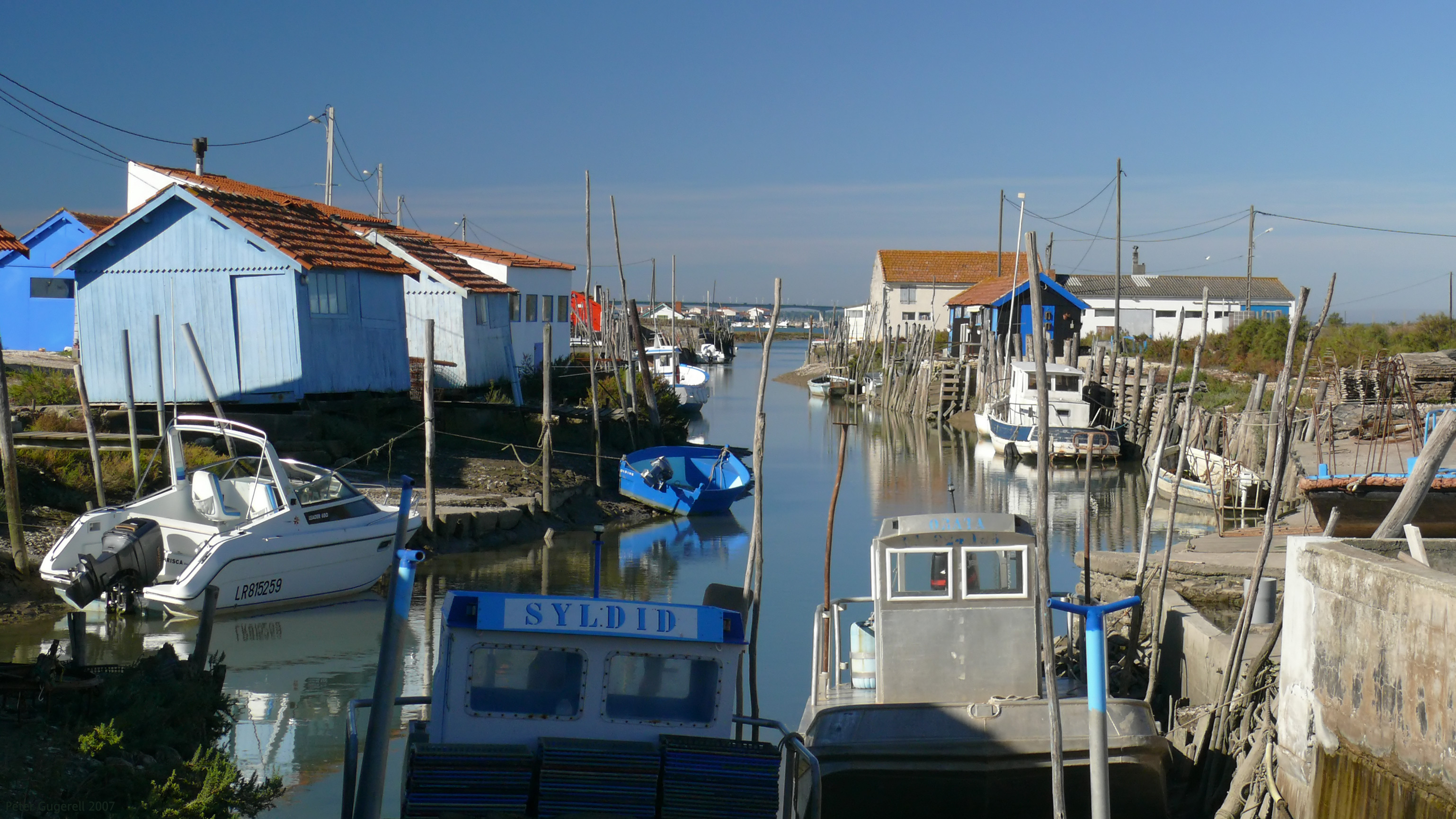
Le Château-d'Oléron är en viktig och pittoresk ostronhamn på Oléron.

De fyra största hamnarna har olika verksamheter.  
Regionens största fiskehamn ligger i La Cotinière på öns västra kust. Här finns 100 fiskebåtar som varje dag klockan tre säljer sin fångst på en livlig fiskmarknad vid hamnen. 
Om La Cotinière i Saint-Pierre-d’Oléron är den viktigaste fiskhamnen av Charente-Maritime, är Le Château-d’Oléron (på ostkusten) en viktig ostronhamn, i likhet med Marennes på fastlandet. Le Château-d'Oléron är därför präglat av ostronnäringen. Många av de små ostronhusen har förvandlats till konstnärsateljéer och tingeltangel-bodar, men bodarna i sig är fina och färgglada.  
Boyardville i Saint-Georges-d'Oléron trafikeras av en färja från La Rochelle, och flera färjor går varje dag mellan ön och staden, medan Saint-Denis-d’Oléron är den största segelhamnen på ön.